# Судний день (WWE)
Судний день (англ. The Judgment Day) — лиходійське угруповання, яке виступає в WWE на бренді Raw. Складається з Фінна Балора, «Брудного» Домініка Містеріо, Джей Ді МакДони, Лів Морган, Ракель Родрігес та Роксанн Перес. Лів Морган є дворазовою чемпіонкою світу та чотириразовою командною, разом з Родрігес. Балор і колишній член угруповання Пріст є колишніми дворазовими беззаперечними командними чемпіонами WWE (RAW та SmackDown), ставши єдиною командою, якій вдалося виграти це чемпіонство двічі. МакДона є дворазовим і чинним командним чемпіоном світу, разом з Балором (4-ий рейн Фінна). Містеріо — чинний Інтерконтинентальний і дворазовий чемпіон Північної Америки NXT. Перес є колишньою командною чемпіонкою разом з Родрігес. 
Угруповання було засновано у 2022 році її попереднім лідером Еджем на Реслманії 38, в надприродньому, готичному образі; Пріст був першим, хто приєднався до Еджа, а за ним Ріплі. Потім Еджа було виключено з групи після приєднання Балора, і надприродні елементи поступово зникли та перетворилися на групу вуличних бандитів/готів. Пізніше того ж року Містеріо зрадив свого батька, аби приєднатися до угруповання після ворожнечі проти неї. У 2023 році Балор почав вербувати свого реального протеже Джей Ді МакДону, який офіційно приєднався до угруповання в листопаді. На SummerSlam 2024 року, в результаті зради Домініком Рії (на користь Лів) й Балором Деміана знову відбулись зміни у складі. Ріплі і Пріст полишили стайню, а Карліто доєднався повноцінно (був звільнений у 2025 році). Згодом, Ракель Родрігес приєдналася до угрупування після Bad Blood.
Судний день здобули декілька чемпіонств та досягнень у WWE. Вони стали другим угрупуванням (після Bloodline), яке тримало титули одночасно на всіх трьох брендах (Чемпіонство світу серед жінок на Raw, Командні Чемпіонства Raw і SmackDown, і Чемпіонство Північної Америки NXT). Також будучи частиною угрупування, Ріплі виграла Королівську битву 2023, і зрештою, виграла Чемпіонство SmackDown серед жінок на Реслманії 39, яке було перейменовано на Чемпіонство світу серед жінок під час її рейну, в той час як Пріст контракт Money in the Bank у 2023 році, зрештою, вигравши Чемпіонство світу у важкій вазі на Реслманії XL.

## Історія

### Становлення та лідерство Еджа (2022)
21 лютого 2022 року на випуску Raw Едж згадав усі моменти своєї кар'єри на Реслманії, а потім кинув відкритий виклик для Реслманію 38. Наступного тижня його виклик прийняв Ей Джей Стайлз, на що Едж відповів, виконавши удар поміж ніг Стайлзу, перш ніж вдарити його металевим стільцем по шиї, ставши хілом вперше з 2010 року. На шоу 3 квітня, Едж переміг Стайлза після того, як Деміан Пріст його відволік.
Після Реслманії Едж і Пріст дали назву команді — Судний День (англ. The Judgment Day.) На WrestleMania Backlash, незважаючи на те, що Прісту було заборонено виходити на ринг, Едж знову переміг Стайлза після втручання невідомої особи в масці, якою пізніше виявилася Рія Ріплі, яка стала новим учасником угруповання. На Hell in a Cell, 5 червня, Судний День переміг Стайлза, Фінна Балора та Лів Морган у змішаному командному матчі з шести учасників. Наступного вечора на Raw Едж представив Балора як нового учасника Судного Дня, однак Балор, Пріст і Ріплі раптово напали на Еджа з його власним фірмовим ударом металевим стільцем по шиї, вигнавши його з угруповання.

### Життя після Еджа (2022–2024)

#### Приєднання Домініка Містеріо (2022)
Після цього Судний день розпочав ворожнечу з Містеріо (Рей Містеріо та Домінік Містеріо), намагаючись залучити Домініка до своїх лав. Балор і Пріст зазнали поразки від Містеріо на SummerSlam після втручання Еджа, що повернувся. На Clash at the Castle Балор і Пріст зазнали поразки від Еджа та Рея. Після матчу Домінік атакував Еджа ударом поміж ніг, а потім шлагбаумом по Рею, вперше в кар'єрі ставши хілом. Домінік офіційно приєднався до Судного Дня наступного епізоду Raw, допомагаючи угрупованню атакувати Еджа та Рея. Наступного тижня Едж переміг Домініка шляхом дискваліфікації після втручання Судного дня. Після матчу вони напали на Еджа сталевим стільцем, під кінець, поставивши стілець на ногу Еджа, а Балор виконав на стільці фірмову Coup de Grâce. Через два тижні Едж повернувся та викликав Балора на матч «I Quit» на Extreme Rules, і Балор погодився. На шоу, 8 жовтня, Балор переміг Еджа. В останній момент Ріплі поклала дружину Еджа, Бет Фінікс, на ринг для удару стільцем по шиї, і Едж неохоче підкорився. Після матчу Ріплі все-таки виконала удар по Фінікс.
Приблизно в цей час Судний День продовжував спроби завербувати Стайлза, який відхилив кілька пропозицій приєднатися до групи. 10 жовтня на випуску Raw Стайлз, здавалося, прийняв пропозицію, але відхилив її та представив Люка Галлоуза та Карла Андерсона, які повернулися. Після цього між двома командами виникла бійка. На Crown Jewel Балор, Пріст і Домінік перемогли OC (Стайлз, Андерсон і Галлоуз) після втручання Ріплі. Наступного епізоду Raw, OC представив Мію Йім, що повернулася, як рішення проти Ріплі. На Survivor Series WarGames 26 листопада Балор зазнав поразки від Стайлза, а команда Ріплі зазнала поразки від Команди Белейр у матчі WarGames. Наступного епізоду Raw, Судний День переміг OC у змішаному командному матчі з восьми учасників, тим самим закінчивши їхню ворожнечу.

#### Погоня за золотом (2023)

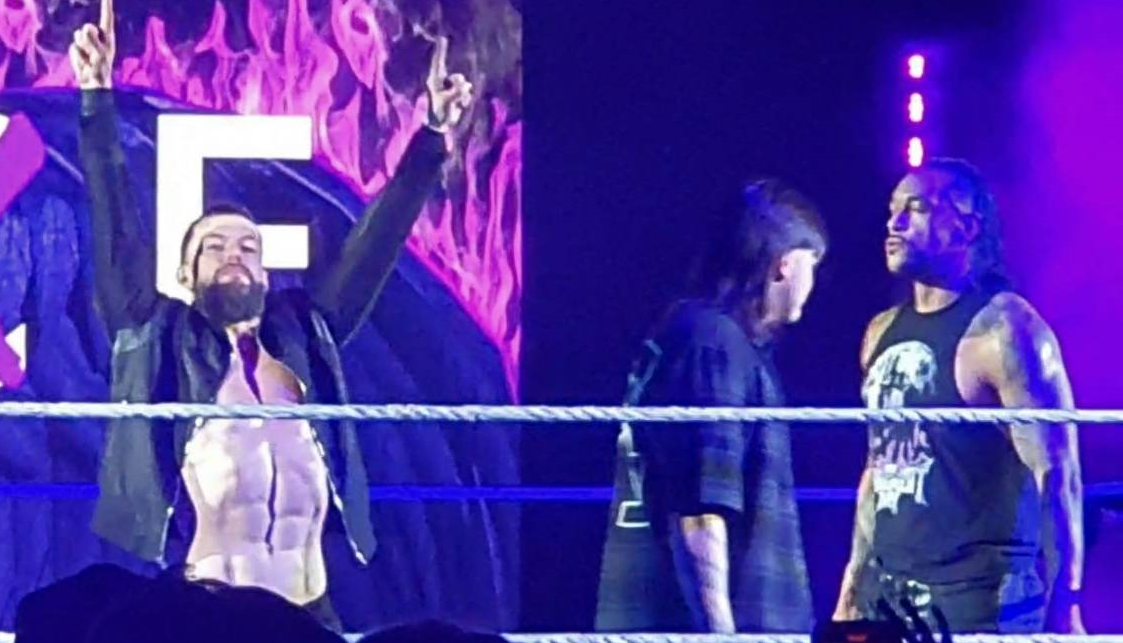
Учасники Judgment Day Фінн Балор, «Брудний» Домінік Містеріо та Деміан Пріст

9 січня 2023 року на випуску Raw Балор, Пріст і Домінік виграли командний матч проти The Usos (Джей Усо та Джиммі Усо) за претенденство на титули Беззаперечних Командних Чемпіонів WWE. На Raw is XXX, 23 січня, Пріст і Домінік не змогли виграти титули після того, як Семі Зейн замінив травмованого Джиммі Усо.
На Королівській Битві, 28 січня Домінік, Балор і Пріст брали участь у чоловічому матчі Королівської Битви. Балор і Пріст були викинуті Еджем, а Домінік був усунений переможцем Коді Роудсом. Ріплі також з'явився біля рингу, щоб допомогти Балору, Прісту та Домініку в їхній бійці з Еджем, але сама була атакована Бет Фінікс. Пізніше того ж вечора, Ріплі виграла жіночий матч Королівської Битви, викинувши останню Лів Морган. Завдяки цій перемозі, Ріплі стала четвертою реслеркою (після Шона Майклза в 1995 році, Кріса Бенуа в 2004 році та Еджа в 2021 році) і першою жінкою, яка виграла Королівську Битву, вийшовши під першим номером. Наступного випуску Raw, Ріплі оголосила, що кине виклик Шарлотті Флер за Чемпіонство SmackDown серед жінок на Реслманії 39. Раніше Флер перемагала у жіночий Королівській битві 2020 і перемогла Ріплі за Чемпіонство NXT серед жінок на Реслманії 36.
На Elimination Chamber, 18 лютого, Балор і Ріплі зазнали поразки від Еджа та Фінікс у змішаному командному матчі, незважаючи на втручання Домініка, тоді як Пріст не зміг виграти титул Сполучених Штатів у однойменній клітці після того, як його вибив Монтез Форд. Під час першої ночі Реслманії 39 Домінік зазнав поразки від Рея після втручання нещодавно реформованого угруповання Латинського світового порядку та Bad Bunny. Пізніше того вечора, Ріплі перемогла Флер і виграла Чемпіонство SmackDown серед жінок, ставши сьомою чемпіонкою Потрійної корони серед жінок, п'ятою чемпіонкою Великого шолома серед жінок і принісши угрупованню свій перший титул. Другої ночі, Балор, в образі Демона, зазнав поразки від Еджа в матчі «Hell in a Cell». Під час матчу Балор отримав травму після того, як вдарився о драбину, яку кинув Едж, і йому довелося надати медичну допомогу на рингу. Травма призвела до того, що Балор отримав 14 скоб у голові, що призвело до сумнозвісної фрази «Фінн: 14 скоб», яку він представив наступного тижня.
На Raw після Реслманії, Пріст мав сутичку з Bad Bunny, через те, що той втрутився у матчі Домініка проти Рея, що призвело до того, що Пріст провів «чоукслем» Банні на коментаторський стіл. На Backlash, Ріплі успішно захистила свій титул проти Зеліни Веги, а Пріст зазнав поразки від Bad Bunny у вуличній сутичці в Сан-Хуані після втручання Савіо Веги та Карліто. Балор і Пріст брали участь у турнірі за новий титул чемпіона світу у важкій вазі, але вони обидва були усунені майбутнім чемпіоном Сетом «Freakin» Роллінзом. На Night of Champions, Ріплі перемогла Наталю за 70 секунд і зберегла свій титул. 12 червня на випуску Raw, Чемпіонство SmackDown серед жінок було перейменовано на Чемпіонство світу серед жінок, а Ріплі отримала абсолютно новий чемпіонський пояс. Пізніше тієї ночі, Коді Роудс викликав Домініка на матч на Money in the Bank, який Ріплі прийняла від його імені. Пріст також переміг Метта Рідла, щоб отримати право на участь у матчі Money in the Bank. На шоу, 1 липня, Пріст виграв матч Money in the Bank з драбинами. Пізніше тієї ночі, Домінік зазнав поразки від Роудса, незважаючи на втручання Ріплі, а Балор не зміг виграти титул чемпіона світу у важкій вазі у Роллінза після того, як Пріст з'явився в середині матчу. Присутність Пріста відволікала Балора на досить довгий час, щоб Роллінз зміг скористатися можливістю та зберегти титул. Наступного випуску Raw, Ріплі знову перемогла Наталю, щоб зберегти титул чемпіонки світу серед жінок, а Домінік програв Роллінзу по дискваліфікації. Пріст спробував використати кейс на Роллінзі, але Балор напав на останнього.
Напруженість всередині Судного дня незабаром закінчилася після того, як Балор, Пріст і Домінік перемогли Роллінза та беззаперечних командних чемпіонів WWE Кевіна Оуенса та Семі Зейна в командному матчі з шести учасників, після втручання Ріплі. Наступного тижня, Домінік і Пріст не змогли виграти командні титули у Овенса та Зейна після того, як Роллінз і Лів Морган перемогли Балора та Ріплі. Наступного вечора на NXT, Домінік переміг Уеса Лі в матчі за титул Чемпіона Північної Америки NXT після втручання Балора, Пріста та Ріплі, щоб виграти свій перший одиночний титул у WWE, поклавши край рекордному рейну Лі, яке тривав 269 днів, і принесло угрупуванню другий титул. Домінік зберіг свій титул проти Буча з The Brawling Brutes наступного випуску SmackDown. У процесі Домінік став першою суперзіркою WWE, який брав участь у головних подіях Raw, NXT і SmackDown того самого тижня. Далі Домінік успішно захистив свій титул проти Зейна на випуску Raw від 24 липня та проти Лі та Мустафи Алі 30 липня в матчі потрійної загрози на NXT The Great American Bash. На SummerSlam, 5 серпня, Балор не зміг виграти титул чемпіона світу у важкій вазі у Роллінза, незважаючи на втручання Пріста, через що Балор і Пріст мали суперечку наступного випуску Raw. У сегменті за лаштунками, включно з Ріплі, Домініком і давнім другом Балора Джей Ді МакДоною, який порадив Прісту незабаром використати свій кейс «Money in the Bank», щоб він і Балор знов були на одній хвилі. Пізніше тієї ж ночі, МакДона напав на Семі Зейна, який мав змагатися разом із Роудсом і Роллінзом у командному матчі з шести учасників проти Балора, Пріста та Домініка. На випуску NXT 8 серпня, Домінік переміг Драгона Лі, щоб зберегти свій титул.

#### Чемпіонські рейни (2023–2024)
На Payback, 2 вересня, Балор і Пріст перемогли Кевіна Оуенса та Семі Зейна, та виграли Беззаперечне Командне Чемпіонство WWE у матчі за правилами вулична бійка «Pittsburgh Steel City» після втручання Домініка, Ріплі та МакДони. Завдяки цій перемозі, Балор став 24-м чемпіоном Великого шолома, а Судний День також став другою фракцією після The Bloodline, яка володіла титулами на усіх трьох брендах. Пізніше, того ж вечора, Ріплі зберегла титул чемпіонки світу серед жінок проти Ракель Родрігес. 11 вересня на випуску Raw, Ріплі успішно захистила титул чемпіонки світу серед жінок проти Родрігес у матчі-реванші за умовою, що Домінік не допускається до рингу. Після матчу, на Ріплі напала Ная Джакс, яка повернулася, через що Ріплі вибула на два тижні. 25 вересня на випуску Raw, Домінік успішно захистив свій титул проти Драгона Лі, а Балор і Пріст успішно захистили свої титули в матчі-реванші проти Оуенса та Зейна.
На NXT No Mercy 30 вересня, Домінік програв титул Північної Америки NXT Тріку Вільямсу, завершивши свой перший рейн у 74 дні, однак Домінік повернув собі титул у матчі-реванші на випуску NXT від 3 жовтня через 3 дні. На Fastlane, 7 жовтня, Балор і Пріст програли Беззаперечні командні титули WWE Коді Роудсу та Джею Усо після того, як МакДона випадково вдарив Пріста кейсом по коліну, завершивши свій перший рейн через 35 днів, але повернули титули в матчі-реванші 9 днів потому. Другого вечора NXT Halloween Havoc, Домінік переміг Нейтана Фрейзера, щоб зберегти свій титул. На Crown Jewel 4 листопада, Пріст спробував використати кейс на Роллінзі після його успішного захисту титулу проти Дрю Макінтайра, але Зейн, який переміг МакДону на пре-шоу, зупинив його та втік з кейсом, перш ніж він міг це зробити офіційно. Пізніше того вечора, Ріплі успішно захистила титул чемпіонки світу серед жінок проти Джакс, Родрігес, Шайни Бейзлер і Зої Старк у п'ятисторонньому матчі, а Пріст програв Роудс, незважаючи на втручання Балора, Домініка і МакДони.
13 листопада на випуску Raw МакДону було офіційно додано до Судного дня, а Балор і Пріст перемогли Роудса й Усо, щоб зберегти командні титули. На Survivor Series: WarGames, Ріплі перемогла Старк, зберегши чемпіонство світу серед жінок, тоді як Судний день і Макінтайр зазнали поразки від Роудс, Роллінза, Усо, Зейна та Ренді Ортона, який повернувся, у матчі WarGames після того, як Роудс утримав Пріста. 9 грудня, на NXT Deadline, Домінік програв Чемпіонство Північної Америки NXT Драгону Лі, закінчивши свій другий рейн через 67 днів.
Протягом наступних кількох тижнів група почала протистояння з R-Truth через його спроби приєднатися до них. На випуску Raw від 18 грудня, МакДона програв R-Truth у матчі той, хто програв, покидає Судний День у матчі Вулична бійка на Міракл 34, однак умова не була офіційною, а МакДона залишився частиною угруповання. Пізніше того ж вечора, Балор і Пріст успішно захистили командні титули проти Creed Brothers, а Ріплі успішно захистила свій титул проти їхньої напарниці з Diamond Mine Айві Найл на Raw Day 1. На Elimination Chamber: Perth, 24 лютого, Балор і Пріст здолали New Catch Republic (Піт Данн і Тайлер Бейт), зберігши свою титули, в той час як Ріплі, на своїй батьківщині, Австралії, здолала Наю Джакс у головній події, зберігши титул. На Реслманії XL Вечір 1, Ріплі успішно захистила свій титул проти Бекі Лінч, і той час як Балор і Пріст програли свої Командне Чемпіонство SmackDown команді A-Town Down Under (Остін Тіорі та Грейсон Воллер), і Командне Чемпіонство Raw команді The Awesome Truth (Міз і R-Truth) відповідно у шестисторонньому командному матчі з драбинами, завершивши свій рейн беззаперечних чемпіонів у 173 дні. Домінік змагався у команді з Сантосом Ескобаром з Legado Del Fantasma проти свого батька Рея, і нового члена Latino World Order Андраде, у програшному матчі після втручання Лейна Джонсона і Джейсона Келсі. На Реслманії XL Вечір 2, Пріст успішно використав свій контракт Money in the Bank на Дрю Макінтайрі, вигравши Чемпіонство Світу у Важкій Вазі, одразу після того, як Макінтайр виграв його у Роллінса. Завдяки цій перемозі, Пріст виграв своє перше чемпіонство світу в WWE, ставши другим пуерторіканським чемпіоном світу після Педро Моралеса у 1973, і Судний День став першим угрупованням, яке тримає одночасно чоловіче і жіноче чемпіонство світу. Два тижні потому, Ріплі була змушена вакантувати Чемпіонство Світу серед жінок через травму, завершивши свій рейн у 380 днів, зрівнявшись з рекордом  Бейлі, як найдовшої чемпіонки в історії цього титулу. На Backlash: France 4 травня, Пріст успішно захистив Чемпіонство Світу у важкій вазі у своєму першому захисті проти Джея Усо після втручання Балора і МакДони, не дивлячись на те, що Пріст просив їх не втручатися.
У цей же час, Карліто, покинувши LWO у квітні, почав зв'язуватися з угрупуванням, але Пріст тримав його на відстані витягнутої руки, пригадуючи їхній минулий конфлікт. На випуску Raw від 13 травня, Карліто допоміг Балору і МакДоні перемогти у матчі фатальної четвірки, ставши претендентами № 1 на Командне Чемпіонство Світу. Через тиждень, Балор і МакДона не змогли виграти титули у Awesome Truth (Міз і R-Truth), після того як Браун Строуман не дозволив Карліто втрутитися. У головній події Clash at the Castle: Scotland 15 червня, не дивлячись на те, що Судному Дню було заборонено знаходитися біля рингу, Пріст здолав МакІнтайра, зберігши титул після втручання СМ Панка.

### Розбрат і зради (2024–дотепер)
Під час відсутності Ріплі, Лів Морган, яку Ріплі зрадила, приєднавшись до угрупування, почала залицятися до Домініка, який чинив опір спробам Морган. Домінік випадково допоміг Морган виграти Чемпіонство Світу серед жінок у Лінч на King and Queen of the Ring, і випадково допоміг зберегти титул у матчі в сталевій клітці два дні потому. Після матчу Морган поцілувала Домініка. Морган також допоможе угрупуванню в їх матчах. На випуску Raw від 24 червня, Балор і МакДона здолали Міза і Р-Труфа, вигравши Командне Чемпіонство Світу після втручання Морган.
На Money in the Bank 6 липня, Пріст успішно захистив титул проти Роллінса і МакІнтайра, який вже під час матчу закешив тільки но виграний контракт Money in the Bank, зробивши матч потрійної загрози. Пріст утримав МакІнтайра, зберігши титул після втручання Панка. За правилами, через те, що Пріст виграв, Роллінс більше не має права на титульний матч поки Пріст є чемпіоном. Якщо Пріст програв би, йому довелося би покинути Судний День.
Наступного випуску Raw, Балор, МакДона і Карліто здолали Строумана і The Awesome Truth у командному матчі 3-на-3, в той час як Пріст і Роллінс взаємно домовилися скасувати угоду, яку вони погодили на Money in the Bank. Пізніше того ж вечора, Домінік і Морган здолали Рея і Зеліну Вегу у змішаному командному матчі. Після матчу, Домінік і Морган святкували перемогу над його батьку, ледь не поцілувавшись перед конфронтацією з Ріплі, яка щойно повернулася.
На SummerSlam 3 серпня, Ріплі не змогла повернути титул у Морган, після, як здавалося, неумисного втручання Домініка, тим самим програвши через утримання вперше з травня 2022. Однак, після матчу, Домінік зрадив Ріплі, поцілувавши Морган, і пішовши з нею, замінив Рію на Лів у Судному Дні. Пізніше того ж вечора, Пріст програв Чемпіонство Світу у важкій вазі переможцю турніру Король Рингу Гюнтеру через технічне підкорення, закінчивши рейн у 118 днів. У вирішальний момент, Пріст провів Гюнтеру South of Heaven чоукслем, але Балор зрадив Пріста, поклавши ногу Гюнтера на канат. Наступного випуску Raw, Балор пояснив свої дії тим, що Пріст зрадив Судний День, назвавши себе лідером після виграшу Чемпіонства Світу, і коштувавши тієї ж самої можливості Балору на SummerSlam 2023. Пріста було виключено з угрупування, а Карліто і Морган були представлені як нові учасники. Пізніше того ж вечора, угрупування атакувало Пріста, за винятком Ріплі. Замість цього, Ріплі допомогла Прісту, тим самим покинувши Судний День. На Bash in Berlin 31 серпня, Домінік і Морган програли Прісту і Ріплі у змішаному командному матчі, незважаючи на втручання від Балора, Карліто і МакДони, у якому Ріплі утримала Морган. На Bad Blood, Ріплі знову змагалася за титул проти Морган, але не змогла виграти через втручання від Ракель Родрігес, яка стала новим учасником угрупування. На Crown Jewel 2 листопада, Морган здолала Чемпіонку WWE серед жінок Наю Джакс, ставши інавгураційною Чемпіонкою Crown Jewel серед жінок, після втручання від Містеріо та Родрігес.

## Учасники

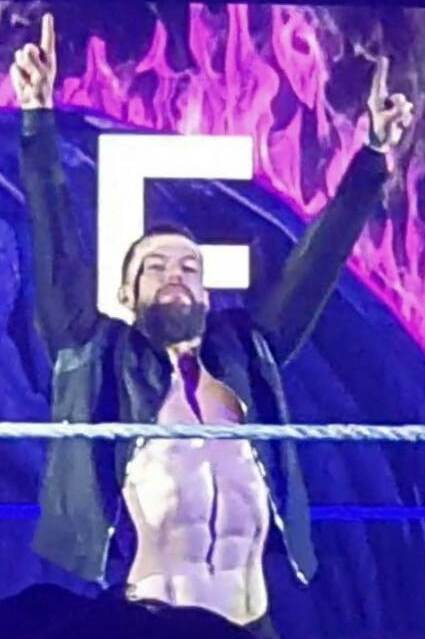
Фінн Балор
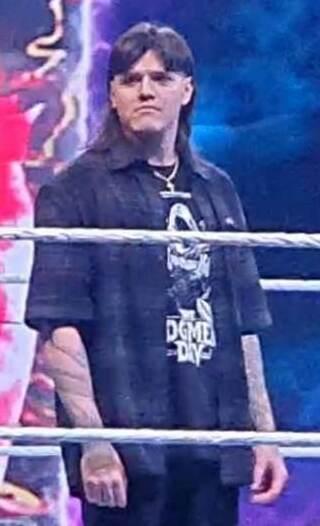
«Брудний» Домінік Містеріо
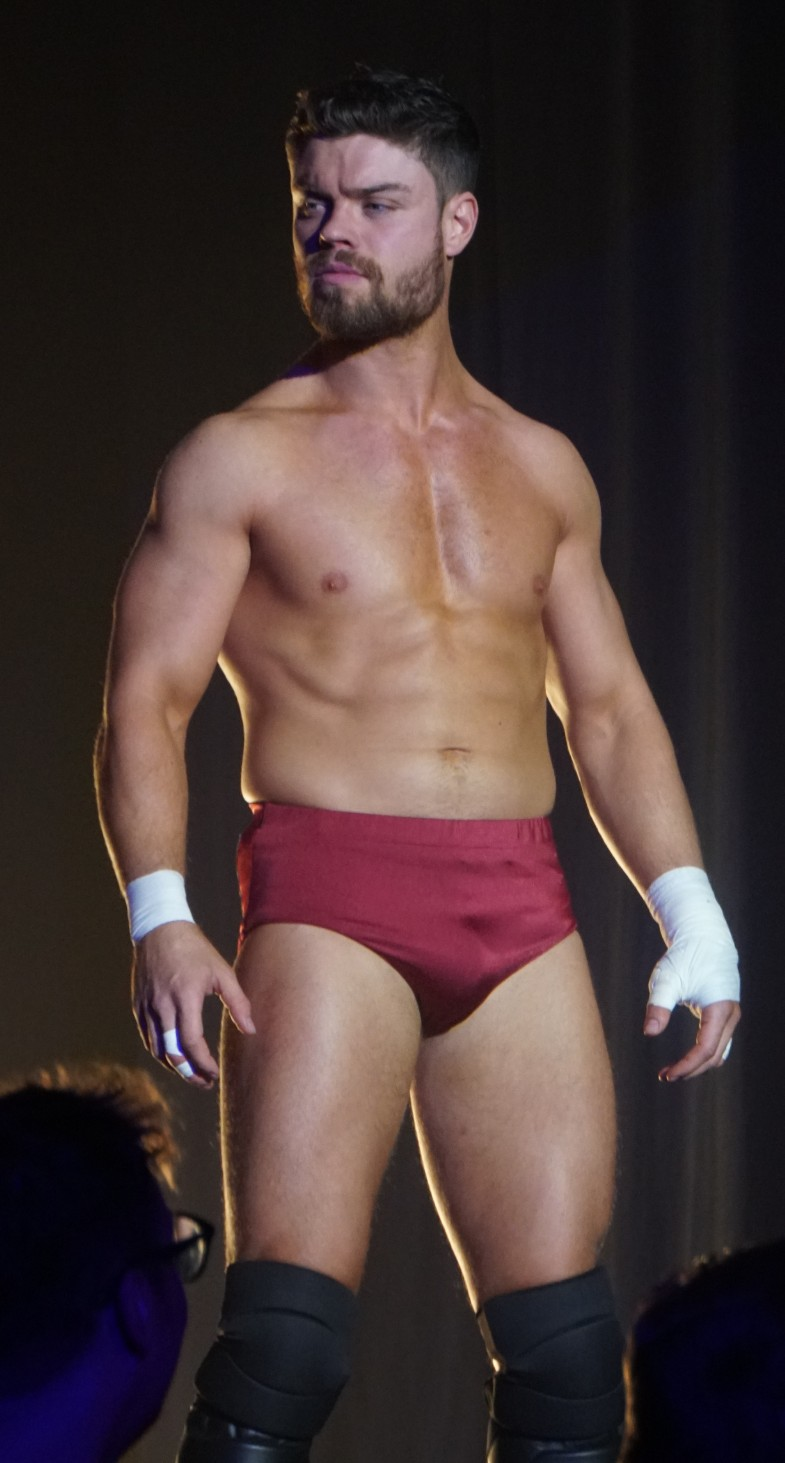
Джей Ді МакДона
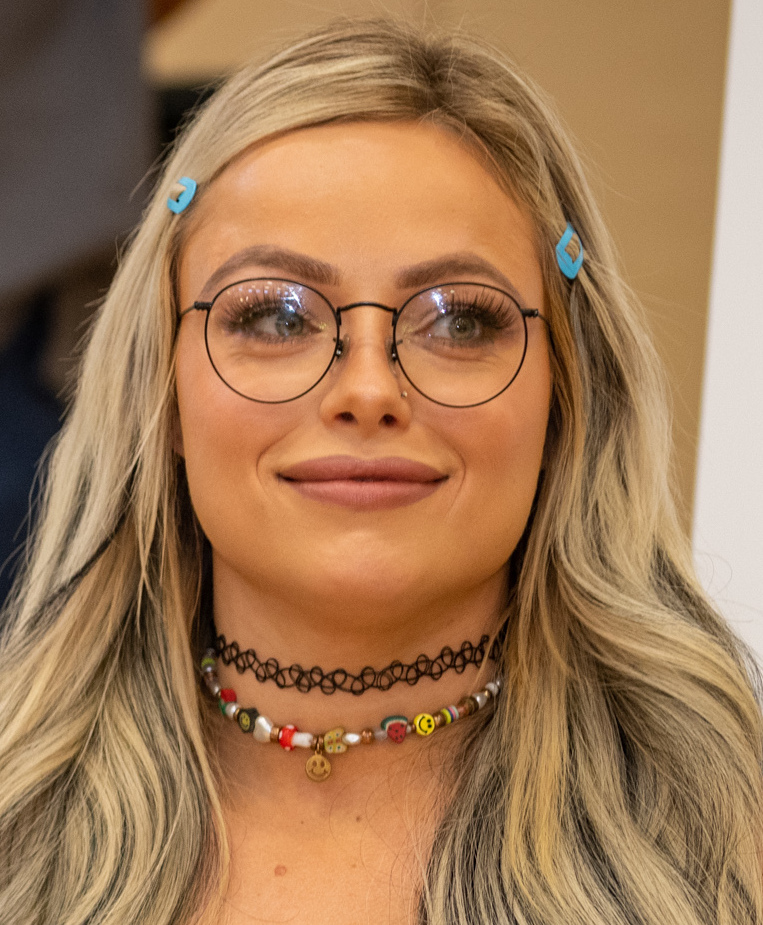
Лів Морган
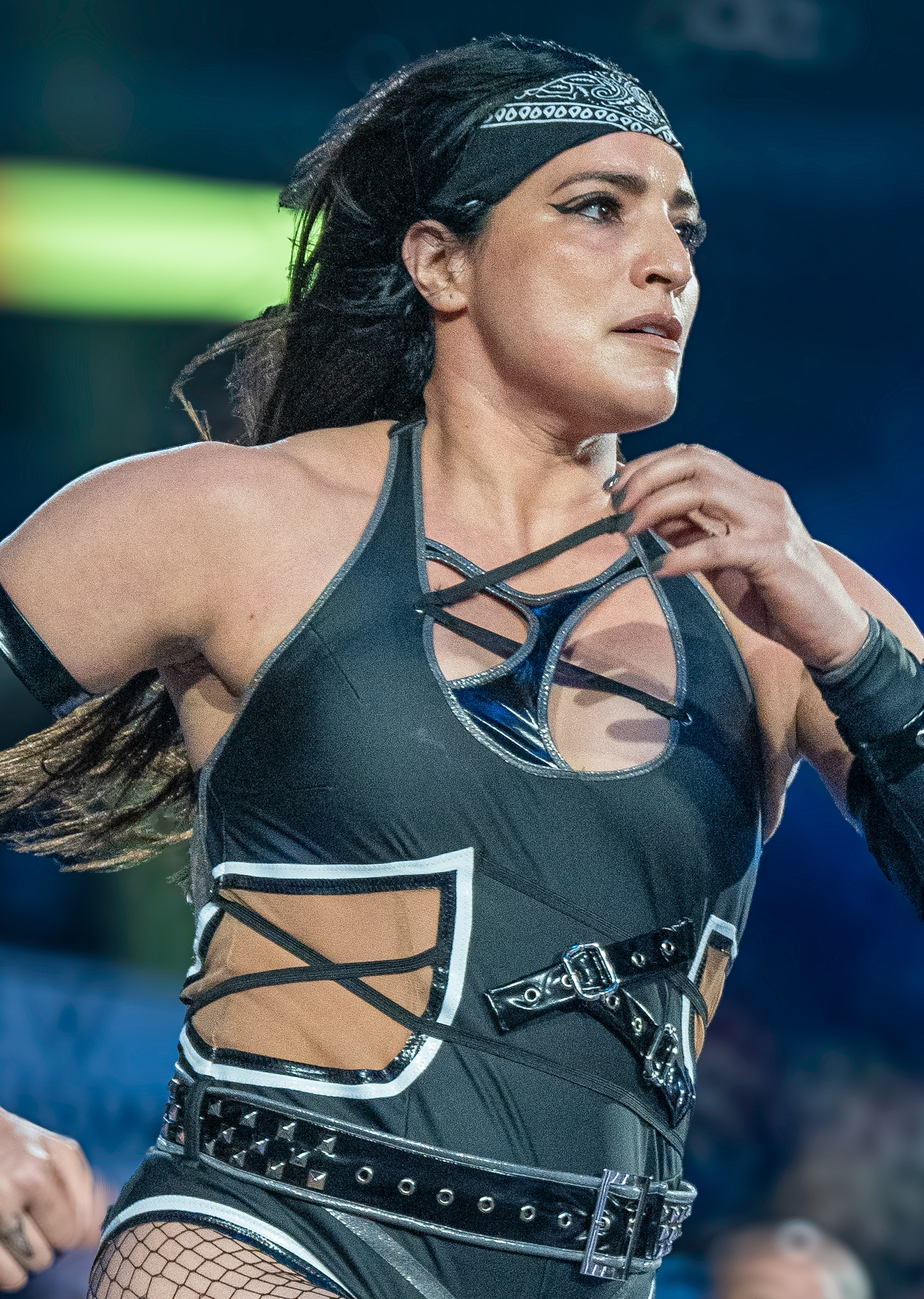
Ракель Родрігес
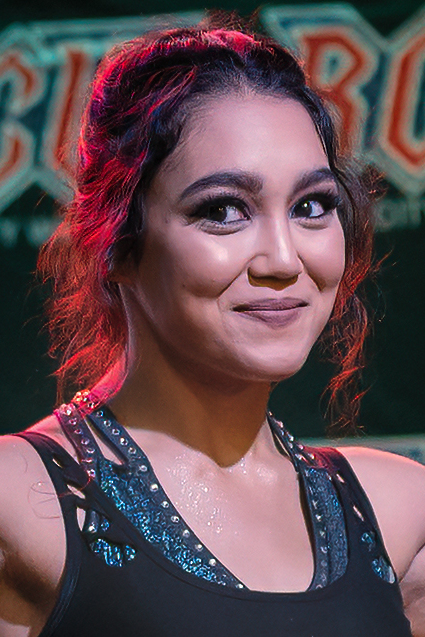
Роксанн Перес

| * | Учасник(и)-засновники |
| L | Лідер                 |

### Поточні
| Учасники                   | Приєднався(-лася) |
| -------------------------- | ----------------- |
| Фінн Балор                 | 6 червня 2022     |
| «Брудний» Домінік Містеріо | 5 вересня 2022    |
| Джей Ді МакДона            | 13 листопада 2023 |
| Лів Морган                 | 5 серпня 2024     |
| Ракель Родрігес            | 5 жовтня 2024     |
| Роксанн Перес              | 30 червня 2025    |

### Колишні
| Член         | Приєднався(-лася) | Покинув        |
| ------------ | ----------------- | -------------- |
| Едж (L)      | 3 квітня 2022     | 6 червня 2022  |
| Деміан Пріст | 3 квітня 2022     | 3 серпня 2024  |
| Рія Ріплі    | 8 травня 2022     | 3 серпня 2024  |
| Карліто      | 5 серпня 2024     | 14 червня 2025 |

## Титули і досягнення
- ESPN
  - Реслерка року серед жінок(2023) — Ріплі[61]
- New York Post
  - угруповання року (2023)[62]
- Pro Wrestling Illustrated
  - Фракція року (2023)
  - Матч року (2023) vs. Шарлотт Флер на Реслманії 39
  - Найненависніший рестлер року (2023) — Містеріо
  - Жінка року (2023) — Ріплі
  - Ріплі посіла перше місце серед 250 найкращих реслерів серед жінок у рейтингу PWI Women's 250 у 2023 році[63]
  - Балор займає 61 місце серед 500 найкращих одиночних реслерів у рейтингу PWI 500 у 2023 році[64]
  - Пріст займає 71-е місце серед 500 найкращих одиночних реслерів у PWI 500 у 2023 році[64]
  - Містеріо займає № 94 з 500 найкращих одиночних реслерів у PWI 500 у 2023 році[64]
- WWE
  - Чемпіонство світу серед жінок [c] (2 рази) — Ріплі (1), Морган (1)[65]
  - Чемпіонство світу у важкій вазі (1 раз) — Пріст
  - Інтерконтинентальне чемпіонство WWE (1 раз, чинний) — Містеріо
  - Чемпіонство Північної Америки NXT (2 рази) — Містеріо[66]
  - Командне чемпіонство світу (4 рази)[d] — Балор і Пріст (2), Балор і МакДона (2, чинні)[67]
  - Командне чемпіонство WWE SmackDown (2 рази) — Балор і Пріст[68]
  - Командне чемпіонство WWE серед жінок (2 рази) — Морган та Родрігес (1), Морган/Перес та Родрігес (1)
  - Чемпіон Crown Jewel серед жінок (1 раз, чинна та інавгураційна) — Морган
  - Переможниця жіночої Королівської Битви (2023) — Ріплі[69]
  - Money in the Bank (2023) — Пріст
  - Сьома чемпіонка потрійної корони серед жінок — Ріплі
  - П'ята чемпіонка Великого шолома серед жінок — Ріплі
  - 17-й чемпіон Великого шолома (за поточним форматом; 24-й у загальному заліку) — Балор
  - Slammy Awards (4 рази):
    - угруповання року (2024)
    - Жіноча суперзірка року (2024) – Ріплі
    - Матч року (2024) – Рія Ріплі vs. Шарлотт Флер за Чемпіонство SmackDown серед жінок на Реслманії 39
    - Поганець року (2024) – Містеріо